# Cantonul Châteauneuf-sur-Charente
Cantonul Châteauneuf-sur-Charente este un canton din arondismentul Cognac, departamentul Charente, regiunea Poitou-Charentes, Franța.

## Comune
- Angeac-Charente
- Birac
- Bonneuil
- Bouteville
- Châteauneuf-sur-Charente (reședință)
- Éraville
- Graves-Saint-Amant
- Malaville
- Mosnac
- Nonaville
- Saint-Simeux
- Saint-Simon
- Touzac
- Vibrac
- Viville